# Jim Webb

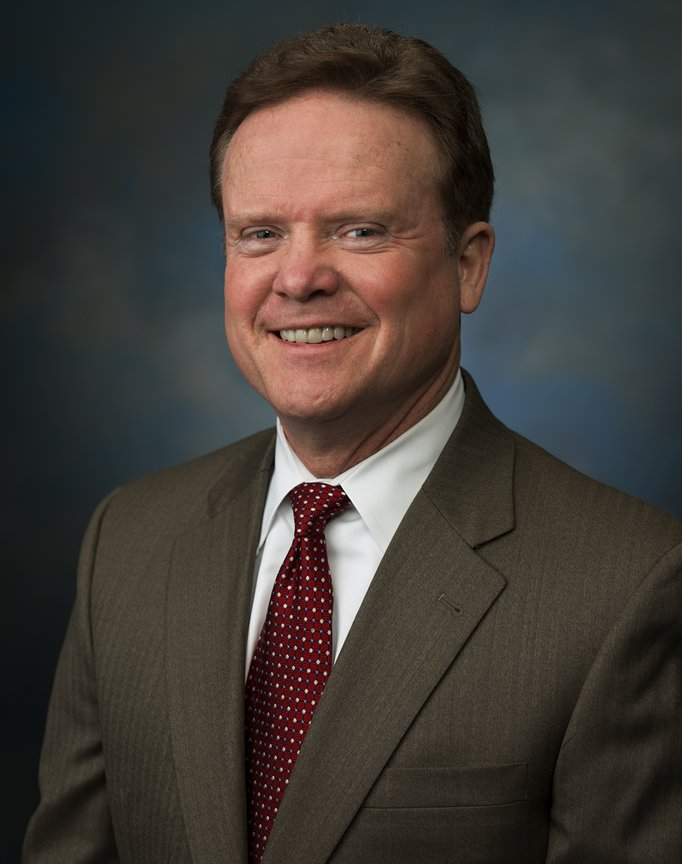
Jim Webb

James Henry "Jim" Webb (Missouri, 9 de febrer del 1946) és un polític i autor nord-americà. Ha estat senador de l'estat de Virgínia, secretari de la Marina i oficial de la U.S. Navy, entre d'altres funcions. És veterà de la Guerra del Vietnam i ha dirigit campanyes d'ajuda per a veterans que tornen als Estats Units.
El 2 de juliol del 2015, Webb va presentar la seva candidatura per al Partit Demòcrata a les eleccions presidencials dels Estats Units de 2016.
No obstant, el 20 d'octubre del 2015, Webb va anunciar que abandonaria la seva candidatura per a la representació del Partit Demòcrata de cara a les properes eleccions presidencials, tot manifestant que «l'estructura del govern i els principis del Partit Demòcrata no són compatibles amb els meus punts de vista polítics». Tot i això, Webb considerava de presentar-se a les eleccions, com a membre del Partit Independent d'Amèrica.